# Стінна ящірка мілоська
Стінна ящірка мілоська (Podarcis milensis) — вид ящірок родини справжніх ящірок (Lacertidae). Один із 28 видів роду. Ендемік архіпелагу Мілос (Греція). Мешканець середземноморських ландшафтів. Вид охороняється Бернською конвенцією та Директивою Європейського Союзу 92/43/ЄС «Про збереження природних оселищ та видів природної фауни і флори». Описано 4 підвиди.

## Опис
Невелика ящірка з кремезним тілом до 21 см завдовжки (L. + L.cd.). Довжина тіла від кінчика морди до клоаки (L.) до 7,5 см. Хвіст (L.cd.) майже вдвічі  перевищує довжину тулуба з головою. Самці більші за самиць. Голова велика, висока, пірамідальна.
Забарвлення виразне, особливо в самців, візерунок представлений дуже контрастною синьою та/або жовтою сіткою, з високим відсотком темної пігментації. Спина зазвичай бурувата з темними плямами, хребетна лінія часто перервана. Самці можуть мати блакитні плями позаду основи передньої ноги, а також блакитну пігментацію крайніх бокових черевних лусок, хоча їх колір зверху може бути не дуже помітним; навколишні лусочки також можуть бути синіми. Черево часто має чорний малюнок. Самки менш яскраво забарвлені, мають білі смуги по краях спини та кілька характерних плям на горлі.

## Поширення
Ендемік архіпелагу Мілос (Греція). Поширений на островах Мілос, Кімолос, Полієгос, Фалконера, Парапола, Антимілос та архіпелазі Ананес.

## Місця проживання
Типовий мешканець острівних середземноморських ландшафтів. На узбережжі населяє біотопи з низькою, колючою, прибережною рослинністю та солончаки. Трапляється також поблизу людського житла, але звичайно на кам'янистих ділянках, вкритих чагарниками та рідколіссям. Часто віддає перевагу обробленим землям. У гори піднімається до висоти 700 м н. р. м.

## Особливості біології
Звичайна ящірка, яку досить легко побачити на освітлених сонцем місцях. Добре лазить по кущах, але є більш наземним видом, ніж інші стінні ящірки. Досить смілива ящірка, яка, здається, не має певних місць для обігріву на сонці; натомість, якщо вона занепокоєна, то біжить грітися кудись ще. За сприятливих умов активна протягом року. 
Стінна ящірка мілоська належить до яйцекладних плазунів. Сезон розмноження тривалий і самиці відкладають кілька невеликих кладок по 1—3 яйця протягом тривалого періоду. 
Живиться різноманітними безхребетними, але влітку переважно мурашками. 

## Охорона
Стан більшості природних популяцій виду в межах ареалу залишається більш-менш стабільним. Саме тому він, згідно Червоного списку МСОП, отримав охоронний статус «відносно благополучний вид. Але потенційна небезпека для цього виду полягає в його ізольованому острівному поширенні. Тому стінна ящірка мілоська занесена до Додатку ІІ Бернської конвенції (охоронна категорія: вид підлягає особливій охороні), а також до охороняється Директивою Європейського Союзу 92/43/ЄС «Про збереження природних оселищ та видів природної фауни і флори» (Додаток IV. Види рослин і тварин, що становлять особливий інтерес для Європейського Союзу, які потребують суворих заходів охорони).

## Систематика
Один із 28 видів роду стінних ящірок (Podarcis).
Описано 4 підвиди:
- Podarcis milensis milensis (Мілос, Кімолос, Полієгос);
- Podarcis milensis adolfjordansi (архіпелаг Ананес);
- Podarcis milensis gerakuniae (Фалконера, Парапола);
- Podarcis milensis schweizeri (Антимілос).